# Moana (película de 1926)

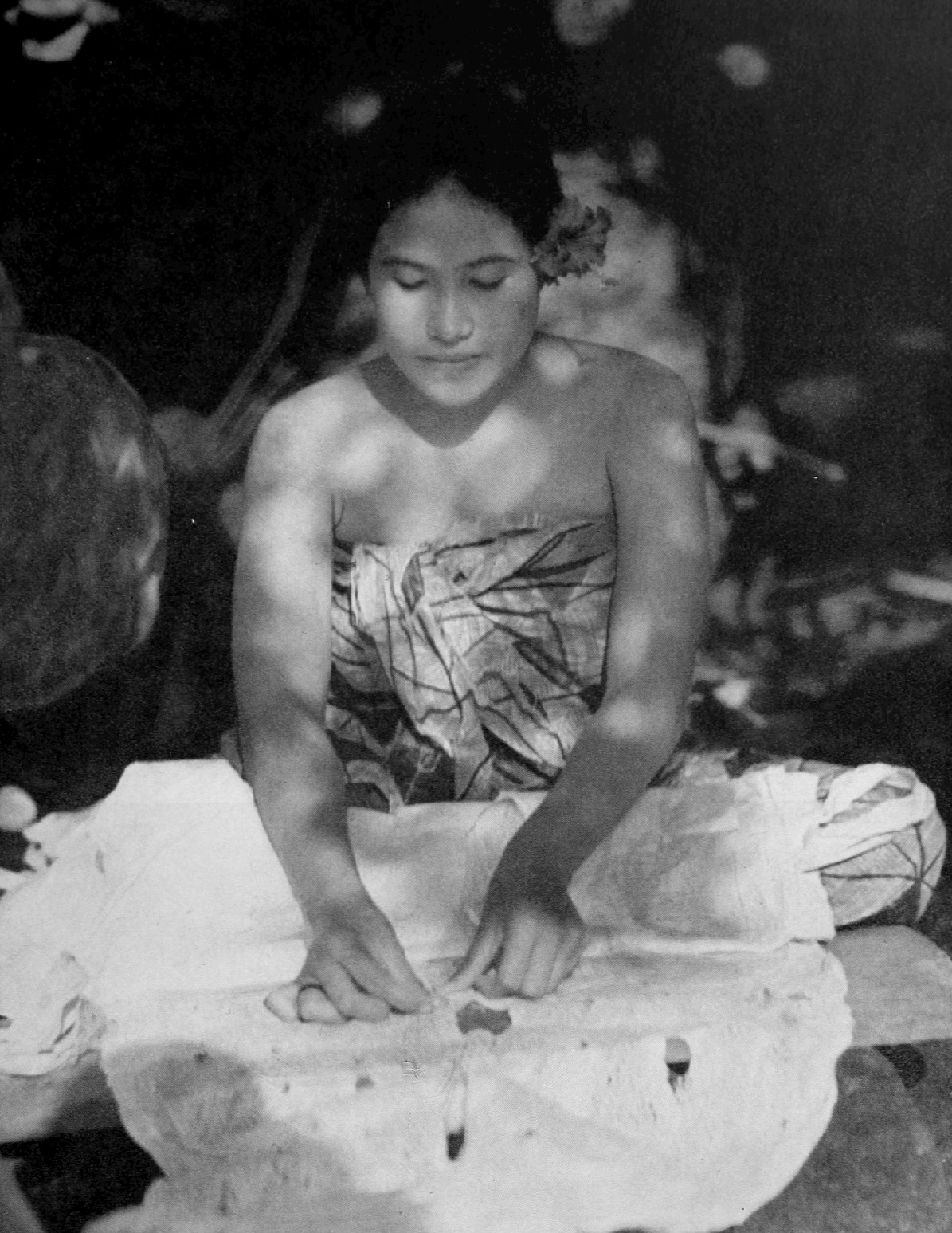
Haciendo los vestidos tradicionales con tela de tapa

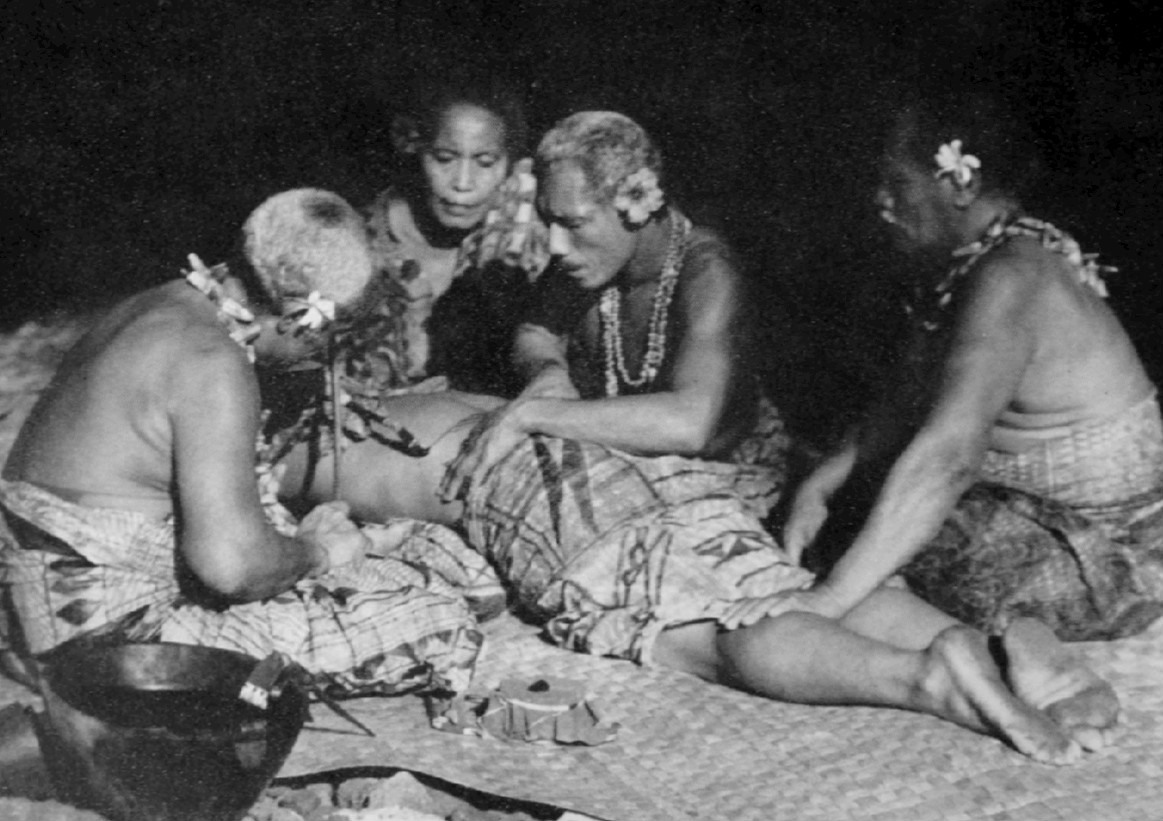
Tatuando

Moana (pronunciado /ˈmo.ana/) es una película muda documental estadounidense de 1926, o más estrictamente una obra de docuficción, que fue dirigida por Robert J. Flaherty, creador de Nanuk, el esquimal (1922).

## Descripción
Moana fue filmada en Samoa (entonces bajo el Territorio en Fideicomiso de Samoa Occidental) en las aldeas del distrito de Safune en la isla de Savai'i. El nombre del personaje masculino principal, Moana, significa «mar profundo, agua profunda» en el idioma samoano. Al realizar la película, Flaherty vivió con su esposa y colaboradora Frances H. Flaherty y sus tres hijas en Samoa durante más de un año. Llegaron a Samoa en abril de 1923 y permanecieron hasta diciembre de 1924, y la película se completó en diciembre de 1925.
Con la esperanza de que Flaherty pudiera repetir el éxito de Nanuk, Paramount Pictures lo envió a Samoa para capturar la vida tradicional de los polinesios en una película. Según los informes, Flaherty llegó con 16 toneladas de equipo de filmación. Esto incluía tanto una cámara de película normal como una cámara a color Prizma, ya que Flaherty esperaba filmar algunas imágenes en ese proceso de color, pero la cámara no funcionaba correctamente.
Se cree que Moana es el primer largometraje realizado con película pancromática en blanco y negro en lugar de la película ortocromática que se usaba comúnmente en ese momento en los largometrajes de Hollywood. Flaherty desarrolló su película sobre la marcha, en una cueva de Savai'i. En el proceso, inadvertidamente se envenenó a sí mismo y requirió tratamiento después de beber agua de la cueva que contenía nitrato de plata, que lavó la película. El nitrato de plata también provocó la formación de manchas en el negativo.
Como en la anterior Nanuk (y su película posterior, Hombres de Arán), Flaherty fue mucho más allá de registrar la vida de la gente de Samoa tal como sucedió. Siguió su procedimiento habitual de «elegir» a los lugareños a quienes consideraba artistas potencialmente fotogénicos en «roles», incluida la creación de relaciones familiares ficticias.
También, como en las otras películas, en ocasiones montaba escenas en las que se recreaban prácticas anteriores exóticas como si aún estuvieran vigentes. En Nanuk y Hombres de Arán, incluyó la creación de secuencias de caza anacrónicas. En Moana, en un momento en que los samoanos vestían típicamente ropa moderna de estilo occidental bajo la influencia de los misioneros cristianos, Flaherty persuadió a sus artistas para que se vistieran con los tradicionales trajes de tela de tapa (hechos de la corteza de la morera de papel, en un proceso que se muestra con cierto detalle en la película); las «doncellas» mostraban los pechos.
También organizó un ritual de llegada a la edad adulta en el que el joven protagonista masculino se sometió a un doloroso tatuaje tradicional de Samoa, por lo que el joven necesitaba ser compensado generosamente. Esos dispositivos han llevado a que las películas de Flaherty a veces se clasifiquen como «docuficción».
Aun así, se descubrió que vivir de la tierra y el océano en Samoa era relativamente fácil, lo que dejaba un margen limitado para que Flaherty se basara en su tema favorito de «el hombre contra la naturaleza», como lo había hecho en Nanuk y volvería a hacerlo en Hombres de Arán. Por lo tanto, aunque la película fue visualmente impresionante y recibió elogios de la crítica en ese momento, carecía del crudo drama de Nanuk, que puede haber contribuido a su fracaso en la taquilla. Bruce Posner, el restaurador de la película, comentó: «Dios sabe lo que esperaba Paramount. Simplemente fue mal estrenada. Intentaron convertirla en una historia de amor de los mares del sur, que lo es, pero no de forma convencional.»
La palabra documental se aplicó por primera vez en un contexto cinematográfico en una reseña de esta película escrita por «The Moviegoer», un seudónimo de John Grierson, en el New York Sun el 8 de febrero de 1926.

## Restauración
El menor de los niños que Robert y Frances Flaherty llevaron con ellos a Samoa fue su hija Monica, que entonces tenía tres años. En 1975, Monica Flaherty regresó a Savai'i para crear una banda sonora para la película hasta entonces muda de sus padres, que incluía la grabación de sonidos ambientales de la vida del pueblo, diálogo samoano y canto tradicional. La «Moana con sonido» resultante se completó en 1980, con la ayuda de los cineastas Jean Renoir y Richard Leacock, y se mostró públicamente por primera vez en París en 1981. En esa etapa, sin embargo, cuando el negativo original ya no existía, la calidad visual de la impresión de 16 mm de Monica Flaherty (una copia de una copia de la película de nitrato de 35 mm original de su padre) dejaba mucho que desear y sufriría una mayor degradación con el tiempo. Más recientemente, sin embargo, el conservacionista y curador Bruce Posner y el cineasta finlandés Sami van Ingen, bisnieto de los Flahertys, se basaron en las mejores copias de la película en 35 mm que se conservan para preparar, con la ayuda del restaurador Thomas Bakels, una impresión digitalmente restaurada, que fue emparejada por el experto en sonido Lee Dichter con la banda sonora de Monica Flaherty. La restaurada «Moana con sonido» fue proyectada en el Festival de Cine de Nueva York el 30 de septiembre de 2014 y también ha aparecido, entre otras proyecciones, en los Archivos Nacionales de Washington D. C. (enero de 2015). El programa del Festival de Cine de Nueva York describe la versión restaurada como «absolutamente maravillosa».